# Anneville-en-Saire
Anneville-en-Saire település Franciaországban, Manche megyében. Lakosainak száma 376 fő (2022. január 1.). Anneville-en-Saire Valcanville, Montfarville, La Pernelle, Réville és Le Vicel községekkel határos.

## Népesség
A település népességének változása:
| Lakosok száma | 425  | 374  | 345  | 363  | 389  | 397  | 390  | 386  | 384  | 376  |
|               | 1968 | 1982 | 1990 | 2006 | 2013 | 2015 | 2017 | 2019 | 2020 | 2022 |